# Strokkur
Ne doit pas être confondu avec Strókur.
Le Strokkur (« baratte » en islandais) est un geyser situé en Islande. 
Il produit une éruption toutes les 5 à 10 minutes, et projette de l'eau chaude dans les airs à une hauteur de 20 mètres, exceptionnellement jusqu'à 40 mètres.

## Géographie
Strokkur appartient au champ géothermique de Geysir, dans la vallée de Haukadalur, à une centaine de mètre du geyser Geysir.

## Historique
Strokkur a été mentionné pour la première fois en 1789, après qu'un tremblement de terre a aidé à débloquer le conduit du geyser. 
Son activité a fluctué tout au long du XIXe siècle : en 1815, sa hauteur était estimée à 60 mètres. Il a continué à éclater jusqu'au tournant du XXe siècle, lorsqu'un autre tremblement de terre a de nouveau bloqué le conduit.
En 1963, sur l'avis du Comité Geysir, les habitants ont nettoyé le conduit bloqué à travers le fond du bassin, et le geyser a régulièrement éclaté depuis.

## Tourisme
Strokkur et ses environs attirent régulièrement des touristes espérant voir le geyser éclater, car il est l'un des très rares geysers naturels à éclater fréquemment et de manière fiable. 

## Dynamisme
Une étude sismique a été menée au Strokkur pendant toute une année : 73 466 éruptions ont été répertoriées. 
Les éruptions peuvent être simples ou multiples (deux à six éruptions de suite) : il y a eu 50 135 éruptions simples mais seulement une éruption sextuple. Le temps de repos moyen était de 3,7 minutes après les éruptions simples mais plus grand pour les éruptions multiples, jusqu'à 16,4 minutes après l'éruption sextuple. L'amplitude moyenne des éruptions simples était plus élevée que celle des éruptions multiples, mais leur hauteur était similaire à celle de la première éruption des éruptions multiples. En supposant un apport de chaleur constant en profondeur, on peut prédire le temps de repos après une éruption mais pas le type ou l'amplitude moyenne de la suivante.

## Culture
Un geyser artificiel a été construit à Reykjavik et nommé Strókur avec un seul « k » en référence directe à Strokkur.

## Iconographie

Séquence éruptive de Strokkur.
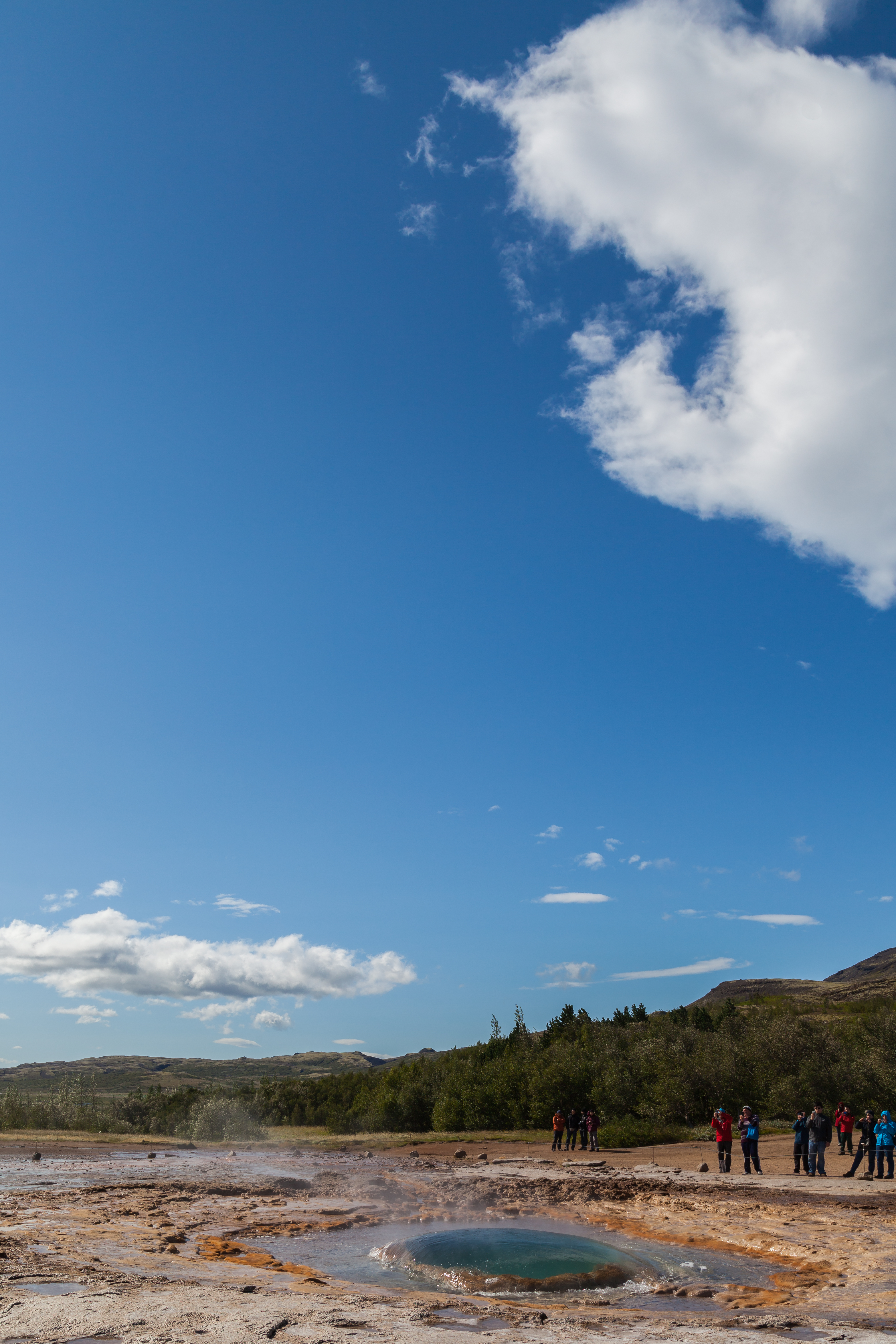
1. Vidange de la colonne d'eau.
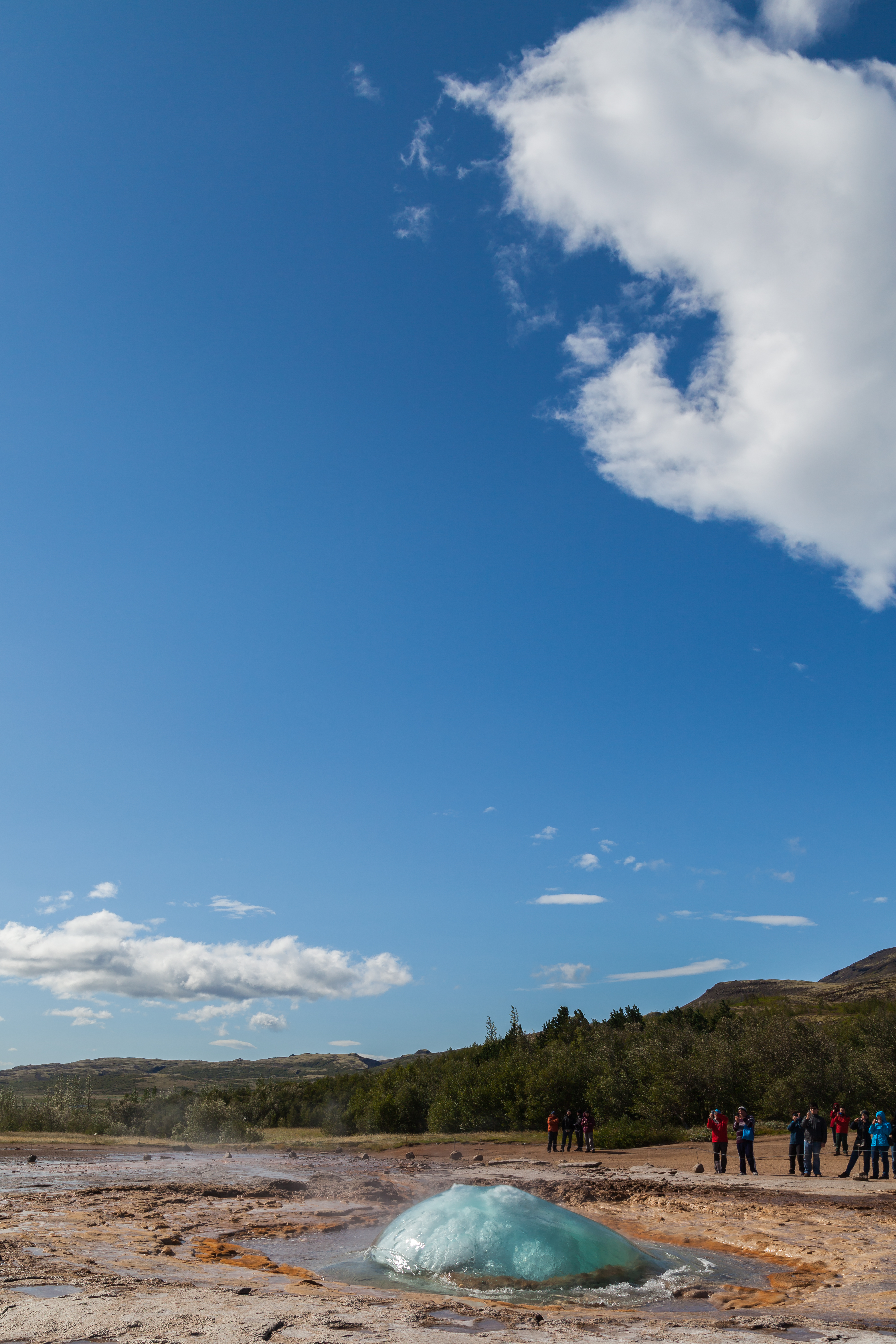
2. Arrivée des bulles de gaz.
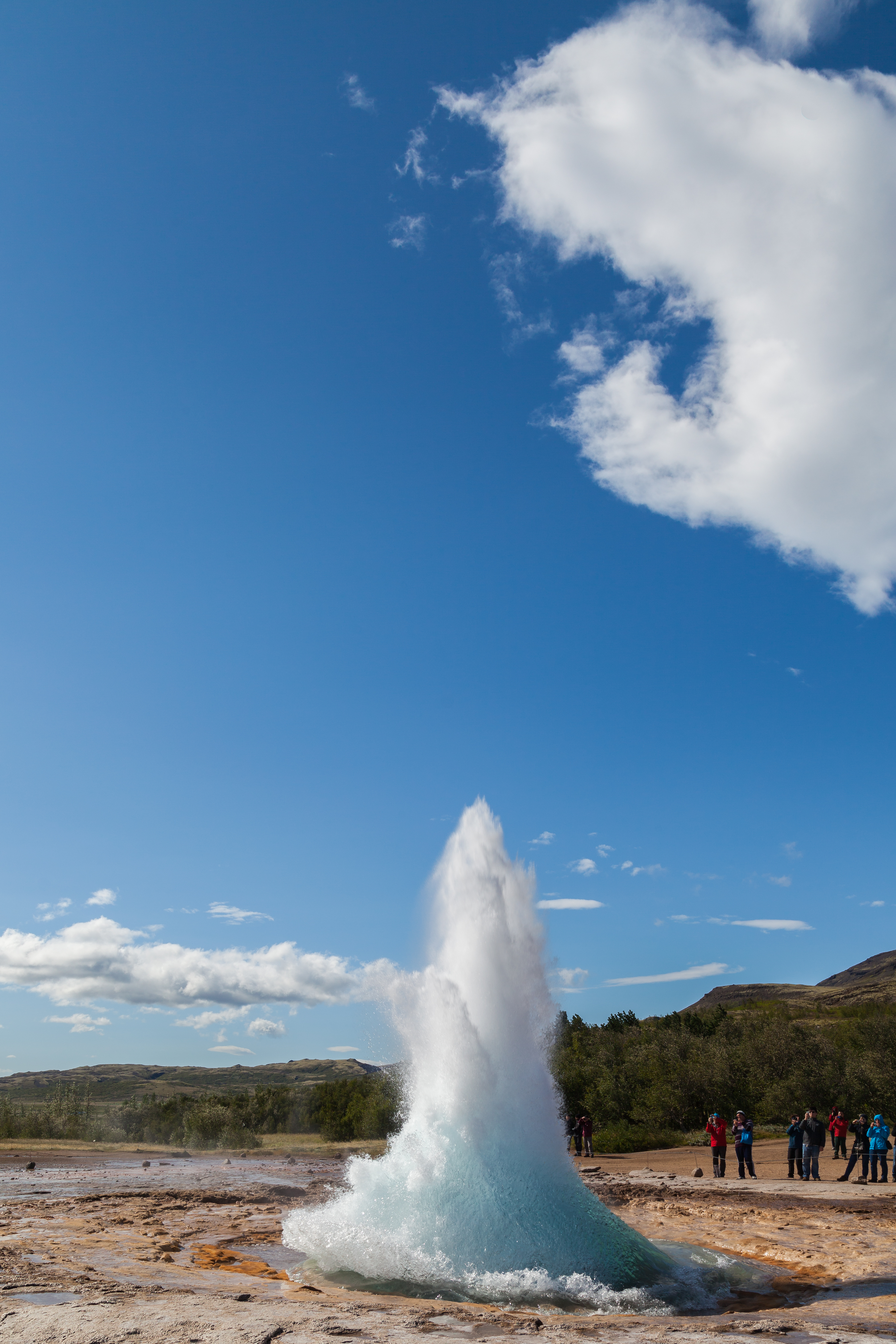
3. Naissance du geyser.
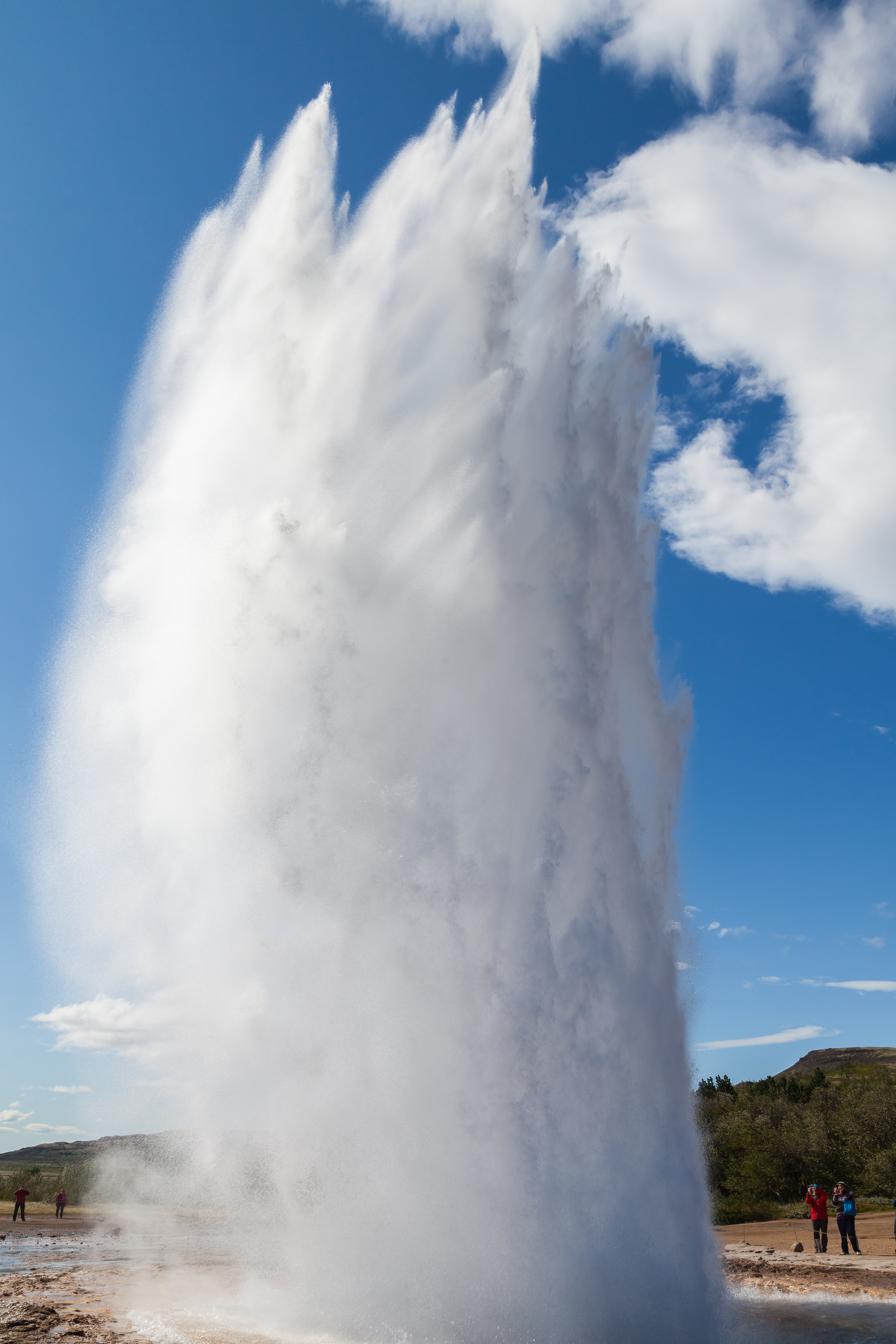
4. Vidange de la colonne d'eau.